# Durbaniella clarki
Clark's Rocksitter (Durbaniella clarki) là một loài bướm ngày thuộc họ Bướm xanh. Loài này có ở Nam Phi.
Sải cánh dài 18–24 mm đối với con đực và 18–26 mm đối với con cái. Con trưởng thành bay từ tháng 9 đến tháng 12. Có một lứa một năm.
Ấu trùng ăn Cyanobacteria species.

## Phụ loài
- Durbaniella clarki clarki (West Cape from Langeberg along Swartberg to Kammanassieberg, Schoemanspoort và along Witteberge to Willowmore)
- Durbaniella clarki belladonna Ball, 1994 (low altitude rocky riverbeds near Jansenville in the East Cape)
- Durbaniella clarki jenniferae Ball, 1994 (along the Outeniqua range, the Tsitsikamma và Baviaanskloof ranges to Uitenhage)
- Durbaniella clarki phaea Ball, 1994 (Riviersonderend Mountains và the hills between Worcester và Montagu in the West Cape)